# Černá Hora (pivo)
Černá Hora je obchodní značka piva vyráběného ve stejnojmenném pivovaru v Černé Hoře na Blanensku. Pivo se v Černé Hoře vaří od roku 1298. Kromě třinácti vlastních piv (Tas, Sklepní, Páter – i nefiltrovaný, Kern, Ležák, Granát, Velen, Borůvka, Forman světlý, Forman polotmavý, Matouš) a dvou radlerů (Refresh limetka + pomeranč, Refresh brusinka + grep) pivovar vyrábí také licenční medové kvasnicové pivo Kvasar a pivní aperitiv Black Hill. Výstav piva Černá Hora je kolem 150 000 hl ročně.